# Lưu Ngu
Lưu Ngu (chữ Hán: 劉虞; ?-193) là tông thất, tướng nhà Đông Hán trong lịch sử Trung Quốc. Ông tham gia cuộc chiến quân phiệt đầu thời Tam Quốc và cuối cùng thất bại.

## Trấn trị U châu
Lưu Ngu có tên tự là Bá An, người đất Đàm quận Đông Hải. Là tông thất nhà Hán, Lưu Ngu được phong làm Thứ sử U châu.
Sau khi khởi nghĩa Khăn Vàng bị dẹp (184), Lưu Ngu kiến nghị Hán Linh Đế đặt chức châu mục cai quản các châu để tăng cường khống chế các địa phương. Ý kiến của ông được Hán Linh Đế chấp thuận. Vì Lưu Ngu có nhiều ân nghĩa với người dân phía bắc nên triều đình bổ nhiệm ông làm Châu mục U châu.
Khi đến trấn trị, Lưu Ngu thi hành nhiều việc nhân đức, giảm đồn trú khiến U châu được yên ổn.
Năm 187, thủ lĩnh Ô Hoàn là Khâu Lực Cư nổi dậy chống nhà Hán, liên hợp với Trương Thuần ở Ngư Dương tấn công Kế Trung. Trương Thuần dựng Trương Cử làm hoàng đế còn tự mình xưng là An Hán vương.
Trương Thuần lại cùng Khâu Lực Cư mang quân đánh Ngư Dương, Hà Gian, Bột Hải và tiến vào quận Bình Nguyên. Lưu Ngu bèn sai tướng Liêu Đông là Công Tôn Toản mang quân truy kích Trương Thuần. Tháng 11 năm 188, hai bên giao chiến ở Thạch Môn. Trương Thuần và Trương Cử đại bại, phải bỏ cả vợ con tháo chạy ra biên ải.
Công Tôn Toản trở về, được triều đình phong làm Hàng lỗ hiệu úy, Đô đình hầu, kiêm chức Trưởng sử ở thuộc quốc Liêu Đông. Ít lâu sau Trương Thuần bị thủ hạ giết chết, mang đầu tới chỗ Lưu Ngu, vì vậy Lưu Ngu được phong làm Đại tư mã, Công Tôn Toản được phong làm Tô hầu, Phấn uy tướng quân.
Năm 189, ông được phong làm Thái úy, tước Dung Khưu hầu khi vẫn trấn trị U châu.
Tháng 4 năm 189, Hán Linh Đế mất, Hán Thiếu Đế lên thay. Trong triều xảy ra loạn lạc. Đổng Trác mang quân vào kinh thành, phế rồi giết Thiếu Đế, lập Hán Hiến Đế lên ngôi. Lưu Ngu được Đổng Trác vỗ về bằng cách phong làm Đại tư mã. Ông đẩy mạnh khuyến khích sản xuất nông nghiệp, mở chợ để trao đổi hàng hóa với người Hung Nô, lưu thông sắt và muối. U châu năm nào cũng được mùa. Nhân dân Thanh châu và Từ châu chạy loạn đều tới U châu xin nương tựa hơn 1 triệu người. Lưu Ngu dung nạp và tạo chỗ ở cho họ, cuộc sống yên ổn đầy đủ khiến họ vui vẻ không muốn về quê cũ.
Bản thân Lưu Ngu làm U châu mục nhưng tiêu dùng giản dị tiết kiệm, thường mặc áo vá, đi giày cỏ, ăn không có thịt.

## Từ chối ngôi vua
Năm 190, các chư hầu do Viên Thiệu cầm đầu tập hợp đánh Đổng Trác, họp nhau ở quận Hà Nội.
Trong lúc chiến sự đang giằng co, Viên Thiệu định tìm lập một người tông thất khác làm hoàng đế để tổ chức triều đình riêng chống Đổng Trác, và muốn lập Lưu Ngu làm vua. Tháng giêng năm 191, Viên Thiệu sai sứ đến U châu gặp Lưu Ngu đề nghị tôn ông làm vua. Lưu Ngu cho rằng điều đó là loạn nghịch nên từ chối đề nghị của Viên Thiệu, mắng sứ giả của Thiệu. Viên Thiệu sai sứ đến U châu lần thứ 2 để thuyết phục ông, nhưng ông nhất quyết cự tuyệt rằng:
Nếu các ngươi còn bức bách ta nữa, ta sẽ trốn sang đất Hung Nô!
Sứ giả đành trở về nói với Viên Thiệu. Việc từ chối làm vua trong bối cảnh loạn lạc và quyền thần Đổng Trác nắm triều chính của Lưu Ngu bị các sử gia xem là sai lầm, không hiểu đại nghĩa.

## Mâu thuẫn với Công Tôn Toản
U châu tiếp giáp với bộ lạc Ô Hoàn, bộ lạc này thường xuyên quấy nhiễu biên giới nhà Hán. Trong khi Lưu Ngu chủ trương dùng chính sách khoan hòa để vỗ về người Ô Hoàn thì Trưởng sử nước Liêu Đông (thuộc U châu) là Công Tôn Toản (dưới quyền Lưu Ngu) chủ trương đánh dẹp. Hai người bất đồng ý kiến, từ đó nảy sinh mâu thuẫn.
Đổng Trác bị các chư hầu theo Viên Thiệu đánh bại, bèn đốt bỏ kinh thành Lạc Dương, cưỡng bức vua Hán Hiến Đế cùng dân chúng chạy sang Trường An. Lúc đó con trai Lưu Ngu là Lưu Hòa đang làm Thị trung bên cạnh Hán Hiến Đế, vua Hiến Đế muốn quay trở về đông đô Lạc Dương, sai Lưu Hòa cải trang, trốn thoát khỏi Trường An, định tìm đến U châu gọi Lưu Ngu về hộ giá.
Nhưng Lưu Hòa ra khỏi Quan Trung tới Nam Dương thì bị sứ quân Viên Thuật giữ lại. Viên Thuật bắt Lưu Hòa viết thư cho ông, ra điều kiện Lưu Ngu phải điều quân giúp Viên Thuật cùng tây tiến đánh Đổng Trác. Lưu Hòa làm theo. Lưu Ngu bèn lệnh điều vài ngàn kị binh tới chỗ Lưu Hòa.
Công Tôn Toản biết Viên Thuật có ý đồ mượn quân U châu xây lực lượng riêng, bèn can ngăn ông không nên phát binh cho Viên Thuật, nhưng Lưu Ngu không nghe. Công Tôn Toản sợ Viên Thuật biết việc này sẽ oán mình nên cũng phái em họ là Công Tôn Việt mang 1000 kị binh tới chỗ Viên Thuật ở Nam Dương, đồng thời lại ngầm xui Thuật tước binh quyền của Lưu Hòa. Viên Thuật nghe theo, liền giữ bắt giữ Lưu Hòa và đoạt quân.
Lưu Hòa trốn thoát khỏi chỗ Viên Thuật, định lên U châu với Lưu Ngu nhưng đi tới Ký châu thuộc Hà Bắc (chưa tới U châu) thì lại bị anh Thuật là Viên Thiệu bắt giữ. Quả nhiên Viên Thuật muốn mượn quân nơi khác nhằm mục đích riêng; vì Thuật về phe với Tôn Kiên và mâu thuẫn với Viên Thiệu, bèn sai Công Tôn Việt đi giúp Tôn Kiên đánh Viên Thiệu. Việt trúng tên của quân Viên Thiệu và tử trận, Toản hận Viên Thiệu giết em mình nên mang quân bản bộ đánh nhau với Thiệu nhiều trận, gây chết chóc rất nhiều.
Lưu Hòa thoát khỏi chỗ Viên Thiệu ở Ký châu lên U châu gặp cha, kể lại sự việc. Lưu Ngu biết việc Công Tôn Toản xui Viên Thuật giam Lưu Hòa và cướp quân nên càng căn hận Công Tôn Toản.

## Bại trận bị hại
Lưu Ngu không bằng lòng cho Công Tôn Toản tự ý mang quân Bình Nguyên đi đánh nhau vì thù riêng, tìm cách khống chế Toản. Toản không nghe lệnh, cố ý làm trái và sai quân cướp bóc của dân.
Lưu Ngu dâng biểu lên triều đình Trường An, tố cáo Công Tôn Toản làm trái phép, cướp bóc nhân dân. Toản cũng làm biểu kể tội ông không cấp đủ lương nên mới phải đi cướp. Hai người liên tiếp gửi thư về triều kể tội nhau khiến triều đình chưa biết phân xử ra sao.
Để chống lại Lưu Ngu, Công Tôn Toản trú lại trong một thành nhỏ gần thành Kế. Lưu Ngu triệu tập Toản tới gặp mặt, Toản cáo bệnh không đến. Lưu Ngu sợ Công Tôn Toản làm loạn, bèn dẫn 10 vạn quân đi đánh.
Lúc đó binh mã của Công Tôn Toản thường xuyên đi chinh chiến, quen việc chiến trận và đang rải rác ngoài thành. Quân lính của Lưu Ngu ít chiến đấu, khi ra trận không tề chỉnh. Hơn nữa Lưu Ngu lại là người nhân ái, không muốn hại dân lành nên thấy nhà cửa của dân ở những nơi xung yếu bèn hạ lệnh cho quân sĩ không được đốt phá nhà dân, không được giết hại người khác, chỉ giết một mình Công Tôn Toản.
Vì lệnh này của Lưu Ngu, lực lượng của Công Tôn Toản không bị tổn hại, hơn nữa Công Tôn Toản là mãnh tướng, quân sĩ tinh nhuệ khiến Lưu Ngu không đánh nổi. Toản thừa cơ mượn chiều gió phóng hỏa, trực tiếp xông vào trận đánh Lưu Ngu. Quân Lưu Ngu thua chạy tan tác. Lưu Ngu bỏ chạy đến Cư Dung phía bắc. Công Tôn Toản mang quân đuổi đánh, vây thành Cư Dung.
Sau 3 ngày, Công Tôn Toản hạ được thành, bắt giữ Lưu Ngu mang về đất Kế giam lỏng, vẫn giả bộ để ông coi việc trong châu.
Vừa lúc đó triều đình Trường An sai Đoàn Huấn đến hòa giải và phong chức cho cả Lưu Ngu và Công Tôn Toản: tăng ấp cho Lưu Ngu và thăng Công Tôn Toản làm Tiền tướng quân, tước Dịch hầu. Nhân cơ hội gặp Đoàn Huấn, Toản vu cáo Lưu Ngu đồng mưu với Viên Thiệu để xưng làm hoàng đế. Sau đó Toản cưỡng ép Đoàn Huấn giết ông. Vì Lưu Ngu làm nhiều điều nhân nghĩa với dân U châu nên khi nghe tin ông bị sát hại, dân chúng U châu rất thương xót.
Công Tôn Toản chiếm toàn bộ U châu, cát cứ xưng hùng, nhưng 2 năm sau (195) thủ hạ của Lưu Ngu là Tiên Vu Phụ mang quân bản bộ liên kết với bộ lạc Ô Hoàn và Viên Thiệu, đánh báo thù cho ông khiến Công Tôn Toản bị thiệt hại nặng nề. Công Tôn Toản phải lui về cố thủ ở Dịch Kinh và cuối cùng bị Viên Thiệu tiêu diệt hoàn toàn vào năm 199.

## Trong Tam Quốc diễn nghĩa
Dù Lưu Ngu có quan hệ với một số nhân vật quan trọng trong tiểu thuyết Tam Quốc diễn nghĩa như Đổng Trác, Hán Hiến Đế, Công Tôn Toản, Viên Thuật, Viên Thiệu nhưng ông chỉ được La Quán Trung đề cập rất mờ nhạt trong tác phẩm này: Lưu Ngu được nhắc đến đúng 1 lần ở hồi 1 khi đứng ra chiêu binh chống Khăn Vàng mà Lưu Bị đến ứng mộ.
La Quán Trung bỏ qua tất cả những tình tiết liên quan tới ông sau đó như: dẹp Trương Thuần, được Viên Thiệu định lập làm vua, Hán Hiến Đế cầu cứu, mâu thuẫn với Viên Thuật và giao tranh với Công Tôn Toản.